# Cervonema allometricum
Cervonema allometricum är en rundmaskart som beskrevs av Christian Wieser 1954. Cervonema allometricum ingår i släktet Cervonema och familjen Comesomatidae. Inga underarter finns listade i Catalogue of Life.